# Mario Actis Perinetti
Mario Actis Perinetti (Caluso, 3 agosto 1895 – 28 aprile 1988) è stato un politico italiano.

## Biografia
Esponente del Partito Socialista Italiano, è sindaco di Caluso nel 1925. Antifascista, aderisce alle formazioni partigiane Giustizia e libertà del Partito d'azione con le formazioni autonome del basso Canavese. Fu arrestato all'inizio di maggio del 1944 e venne rinchiuso alle ‘Nuove' di Torino; venne poi liberato a settembre in cambio di un alto ufficiale tedesco. Dopo la Liberazione, nel 1946, ricopre nuovamente l'incarico di sindaco di Caluso. In seguito alla scissione di Palazzo Barberini aderisce al Partito Socialista Democratico Italiano.
Nel 1963 è candidato al Senato con il PSDI senza essere eletto, nel maggio 1967 diventa senatore dopo la morte di Giacinto Rovella e aderisce al gruppo del PSI-PSDI Unificati. Termina il proprio mandato parlamentare nel 1968.
Muore all'età di 92 anni nell'aprile 1988. Dopo la sua morte gli è stata intitolata l'area mercatale di Caluso.